# فرودگاه دریاچه باب کوئین
فرودگاه دریاچه باب کوئین (به انگلیسی: Bob Quinn Lake Airport) یک فرودگاه همگانی با کد یاتا YBO است که یک باند فرود شن دارد و طول باند آن ۱۳۰۱ متر است. این فرودگاه در کشور کانادا قرار دارد و در ارتفاع ۶۶۰ متری از سطح دریا واقع شده‌است.